# 内田一二四
内田 一二四（うちだ ひふよ、生没年不明）は、日本の元サッカー選手。元サッカー日本代表。現役時代のポジションはフォワード。

## 来歴
関西学院大学に在籍していた1925年5月、マニラで開催された第7回極東選手権競技大会のサッカー日本代表メンバーに選出された。この大会で17日に初戦、フィリピン代表との試合にフル出場したが、0-4で負けた。20日の中華民国代表との試合にもフル出場したが、0-2で敗れた。

## 代表歴
- 1925年5月17日 - A代表初出場 - フィリピン戦

### 出場大会など
- 第7回極東選手権競技大会（3位）

### 試合数
- 国際Aマッチ 2試合（1925）

| 日本代表 | 国際Aマッチ | 国際Aマッチ |
| 年       | 出場        | 得点        |
| -------- | ----------- | ----------- |
| 1925     | 2           | 0           |
| 通算     | 2           | 0           |

### 出場
| No. | 開催日         | 開催都市 | スタジアム | 対戦相手   | 結果 | 監督     | 大会       |
| --- | -------------- | -------- | ---------- | ---------- | ---- | -------- | ---------- |
| 1.  | 1925年05月17日 | マニラ   |            | フィリピン | ●0-4 | 山田午郎 | 極東選手権 |
| 2.  | 1925年05月20日 | マニラ   |            | 中華民国   | ●0-2 | 山田午郎 | 極東選手権 |